# Маунт-Готем (аеропорт)
Аеропорт Маунт-Готем – невеличкий австралійський регіональний аеропорт, розташований у штаті Вікторія поблизу гірськолижної бази на горі Готем. Відкрито у 2000 році, є найвище розташованим аеропортом країни.

## Авіалінії а напрямки на листопад 2018
| Авіакомпанія | Пункт призначення           |
| ------------ | --------------------------- |
| Airly        | Чартер: Бенкстаун, Іссендон |
| QantasLink   | Сезонний чартер: Сідней     |

QantasLink раніше обслуговувала аеропорт Маунт-Готем з Bombardier Q200s з Сіднею, але припинила польоти після того, як авіакомпанія повідомила про значні втрати в 2011 році.